# Ramón Esteve Cambra
Ramón Esteve Cambra (Valencia, 25 de agosto de 1964) es un arquitecto y diseñador español. Se doctoró en Arquitectura por la Universidad Politécnica de Valencia, donde fue profesor desde 2005 hasta 2018. Fundó Ramón Esteve Estudio en 1991. El 2018 recibió el premio Land Rover Born por la rehabilitación del edificio Bombas Gens de Valencia, una antigua fábrica de 1930 que ha recuperado su pasado art decó.

## Trayectoria
Nacido en Valencia, el 1990 se licenció en Arquitectura por la Escuela Técnica Superior de Arquitectura de Madrid. Su primer encargo profesional fue diseñar un estand para Kodak en la Feria SIMO de Madrid. Desde entonces, ha trabajado en tanto en el campo de la arquitectura y el interiorismo como en el del diseño industrial. Ha realizado tanto viviendas unifamiliares singulares como obra pública sanitaria, docente y cultural, así como edificios privados de uso público e instalaciones de arquitectura efímera, interiorismo y diseño de producto. El 1996 empezó a trabajar también en el ámbito del diseño Industrial, con el diseño del mobiliario de exterior de la colección Na Xemena, concebida en la primera fase del proyecto arquitectónico de la casa que recibe el mismo nombre. Es a partir de entonces cuando empieza su carrera como diseñador paralelamente a su faceta de arquitecto. Desde entonces, se interesa al concretar la relación existente entre arquitectura y mobiliario y la importancia de esta relación como herramienta en la formalización del espacio interior arquitectónico. Sus obras y diseños han sido reconocidas con varios premios y exposiciones monográficas, en espacios como el Instituto Valenciano de Arte Moderno.
Entre sus proyectos arquitectónicos más destacados se encuentran la Casa Na Xemena (Ibiza, 2003), el Centro de investigación Príncipe Felipe (Valencia, 2004), el hotel NH Palacio de Tepa (Madrid, 2010), el nuevo Hospital La Fe (Valencia, 2011), la Villa Sul Palazzo (Roma, 2017), la rehabilitación del edificio de Bombas Gens (Valencia, 2018) o la Jubail Island (Abu Dhabi, 2019), así como varias viviendas unifamiliares singulares. El 2021 se hizo público que gestionaría la rehabilitación de la Fábrica de Cigarreras de Alicante, para convertirla en un centro cultural.
En cuanto al diseño industrial, destacan colecciones como Origami (Vibia, 2009), Faz (Vondom, 2010), Lignage (Porcelanosa, 2018) o Daybeds (Vondom, 2020).

## Exposiciones
- Ramón Esteve, desde la arquitectura. IVAM 2010.[7]
- XL/xs . Espai Rambleta. 2014[8]
- Ramón Esteve Retrospectiva. Feria Hábitat Valencia. 2019[9]

## Premios
- 2004 — Premi Colegio de Arquitectos de Ibiza y Formentera. Vivienda Na Xemena.[10]
- 2011 — Premio ADCV 2011. Mejor Diseño Industrial para espacios públicos y arquitectura-contract. Colección LINK, Vibia.[11]
- 2011 — Premio European Hotel Design Awards 2011. NH Palacio de Tepa.[12]
- 2013 — Primer Premio Applus 2013 Arquitectura Sanitaria. Grupo Vía. CEAM Santo Rafael.
- 2014 — Diseñador del año. ELLE Decor España.
- 2015 — Dot Network Award. Product Design 2015. Honourable Mention. Daybed FAZ, Vondom.
- 2015 — Premio Best of Year Interior Design, Nueva York. Daybed Ulmm Vondom.
- 2018 —  Premio Land Rover Born. Bombas Gens.[13]
- 2018 — Black & Gold Medal Gran Premio Europeo de la IX Bienal Iberoamericana CIDI de Interiorismo, Diseño & Paisajismo 2017 - 2018. Casa Sardinera.
- 2019 —  Good Design Award 2018. Colección Tablet, Vondom.
- 2019 — Premios COACV 2019 (Colegio de Arquitectos de la Comunidad Valenciana). Mención de Honor en Arquitectura. Refugio a la Viña
- 2020 — Premio Fuera de Serie Diseño e Innovación. Luz Black, LZF Lamp
- 2021 — Wallpaper Design Award 2021. Daybed Vineyard por Vondom.[14]